# Адамс Смит, Эбигейл
Эбигейл (Нэбби) Амелия Адамс Смит (англ. Abigail "Nabby" Amelia Adams Smith; 14 июля 1765, Куинси, Массачусетс — 15 августа 1813, Куинси, Массачусетс) — дочь Джона Адамса, второго президента США и его жены Эбигейл Адамс, сестра шестого президента США Джона Куинси Адамса, она была названа в честь матери.

## Биография
Эбигейл «Нэбби» Адамс родилась 14 июля 1765 года в Брейнтри в семье будущего президента США Джона Адамса и его жены Эбигейл Адамс. Она была старшим ребёнком в семье, позже у неё на свет появились братья Джон Куинси (1767—1848), Чарльз (1770—1800) и Томас Бойлстон (1772—1832). Она были близка к своей матери и оставалась с ней. Когда Эбигейл отправилась к мужу в Париж, Нэбби поехала с ней. Она провела некоторое время в Париже и Лондоне.
В возрасте 18 лет Нэбби Адамс встретила и влюбилась в Ройалла Тайлера. Её отец считал, что она слишком молода для ухаживаний, но в конце концов смирился с этим. В какой-то момент они даже были помолвлены, но вскоре по просьбе отца разорвала помолвку, оставив Тайлера в депрессии.
Вскоре после этого Адамс познакомилась с полковником Уильямом Стивенсом Смитом (1755—1816), который служил секретарём её отца и был старше её на 10 лет. Они поженились в резиденции американского министра в Лондоне 12 июня 1786 года, у супругов было 4 детей: Уильям Стюбен Смит (1787—1850), Джон Адамс Смит (1788—1854), Томас Холлис Смит (1790—1791) и Кэролайн Амелия Смит (1795—1852).
В 1810 году у Смит был диагностирован рак молочной железы. 8 октября 1811 года Джон Уоррен и несколько ассистентов провели мастэктомию без какой-либо анестезии в комнате на верхнем этаже дома Адамсов. После проведённой операции её здоровье улучшилось и она считала, что рак у неё излечен, но вскоре она стала испытывать головные боли и боли в животе.
Она вернулась в Куинси, сказав мужу, что предпочитает умереть в доме своих родителей, в котором скончалась 15 августа 1813 года в возрасте 48 лет. Была похоронена на кладбище Хэнкок в Куинси.